# Gmina Mojkovac
Gmina Mojkovac (czar., sr. Општина Мојковац / Opština Mojkovac) – jedna z 21 gmin Czarnogóry, której stolicą jest miasto Mojkovac. Znajduje się środkowej, górskiej części kraju.
Gminę zamieszkuje 8622 ludzi, co stanowi 1,39% ludności państwa.
Przez gminę przebiega Linia kolejowa Belgrad – Bar.

## Miejscowości
W gminie znajduje się 15 miejscowości: miasto Mojkovac i 14 wiosek: Bistrica (Бистрица), Bjelojevići (Бјелојевићи), Bojna Njiva (Бојна Њива), Brskovo (Брсково), Gojakovići (Гојаковићи), Dobrilovina (Добриловина), Žari (Жари), Lepenac (Лепенац), Podbišće (Подбишће), Polja (Поља), Prošćenje (Прошћење), Stevanovac (Стевановац), Uroševina (Урошевина), Štitarica (Штитарица).

## Struktura demograficzna
Na podstawie spisu powszechnego z 2011 roku:

### Ludność w gminie według płci
| Kobiety | Mężczyźni |
| ------- | --------- |
| 4270    | 4352      |
| 49,52%  | 50,48%    |

### Struktura ludności między miastem a wsią
| Miasto | Wsie   |
| ------ | ------ |
| 3590   | 5032   |
| 41,64% | 58,36% |

### Grupy etniczne w gminie
| Ludność według kryterium etnicznego (>1%) | Ludność według kryterium etnicznego (>1%) | Ludność według kryterium etnicznego (>1%) | Ludność według kryterium etnicznego (>1%) | Ludność według kryterium etnicznego (>1%) |
| ----------------------------------------- | ----------------------------------------- | ----------------------------------------- | ----------------------------------------- | ----------------------------------------- |
| Narodowość                                |                                           | procent (%)                               |                                           |                                           |
| Serbowie                                  |                                           | 59,12                                     |                                           |                                           |
| Czarnogórcy                               |                                           | 35,47                                     |                                           |                                           |
| reszta                                    |                                           | 1,59                                      |                                           |                                           |
| niezadeklarowani                          |                                           | 3,83                                      |                                           |                                           |
|                                           |                                           |                                           |                                           |                                           |

- Serbowie: 5 097 osób (59,12%)
- Czarnogórcy: 3 058 osób (35,47%)
- Pozostali: 137 osób (1,59%)
- Nieokreśleni: 330 osób (3,83%)

### Grupy językowe w gminie
| Ludność według kryterium językowego (>1%) | Ludność według kryterium językowego (>1%) | Ludność według kryterium językowego (>1%) | Ludność według kryterium językowego (>1%) | Ludność według kryterium językowego (>1%) |
| ----------------------------------------- | ----------------------------------------- | ----------------------------------------- | ----------------------------------------- | ----------------------------------------- |
| Język                                     |                                           | procent (%)                               |                                           |                                           |
| serbski                                   |                                           | 55,43                                     |                                           |                                           |
| czarnogórski                              |                                           | 38,63                                     |                                           |                                           |
| reszta                                    |                                           | 2,96                                      |                                           |                                           |
| niezadeklarowani                          |                                           | 2,98                                      |                                           |                                           |
|                                           |                                           |                                           |                                           |                                           |

- Język serbski: 4 779 osób (55,43%)
- Język czarnogórski: 3 331 osób (38,63%)
- Pozostałe języki: 255 osób (2,96%)
- Nie określono: 257 osób (2,98%)

### Grupy wyznaniowe w gminie
| Ludność według kryterium religijnego (>1%) | Ludność według kryterium religijnego (>1%) | Ludność według kryterium religijnego (>1%) | Ludność według kryterium religijnego (>1%) | Ludność według kryterium religijnego (>1%) |
| ------------------------------------------ | ------------------------------------------ | ------------------------------------------ | ------------------------------------------ | ------------------------------------------ |
| Religia                                    |                                            | procent (%)                                |                                            |                                            |
| Prawosławni                                |                                            | 95,64                                      |                                            |                                            |
| Ateiści i agnostycy                        |                                            | 0,86                                       |                                            |                                            |
| reszta                                     |                                            | 1,50                                       |                                            |                                            |
| niezadeklarowani                           |                                            | 1,96                                       |                                            |                                            |
|                                            |                                            |                                            |                                            |                                            |

- Prawosławni: 8 250 osób (95,64%)
- Ateiści i agnostycy: 74 osoby (0,86%)
- Pozostali: 129 osób (1,50%)
- Nieokreśleni: 169 osób (1,96%)